# Gheneral Kiselovo, Varna
Gheneral Kiselovo (în bulgară Генерал Киселово) este un sat în comuna Vălci Dol, regiunea Varna,  Bulgaria. 

## Demografie
Componența etnică a satului Gheneral Kiselovo
     Turci (49,71%)
     Bulgari (42,05%)
     Nicio identificare (7,47%)
     Altele (0,74%)
La recensământul din 2011, populația satului Gheneral Kiselovo era de 535 locuitori. Nu există o etnie majoritară, locuitorii fiind turci (49,71%) și bulgari (42,05%). Pentru 7,47% din locuitori nu este cunoscută apartenența etnică.